# PlayStation 3-rendszerszoftver
A Playstation 3 operációs rendszer a frissíthető rendszer szoftvere Playstation 3 konzolnak. A frissítése történhet offline módon például USB kulcs segítségével vagy online módon a konzol menüjéből közvetlenül. Ezenkívül a játékszoftver lemezek is tartalmazhatnak szükséges frissítéseket. Minden frissítés tartalmazza az összes korábbi verziós frissítést.

## A frissítés részletei
| Kulcs     | Beállítások változásai                              | Média változásai                                           | Lemez változásai                                            | Játék változásai                                     | Rendszer változásai                                                     |
| --------- | --------------------------------------------------- | ---------------------------------------------------------- | ----------------------------------------------------------- | ---------------------------------------------------- | ----------------------------------------------------------------------- |
| Részletek | Változások elsősorban a rendszerbeállítások menüben | Változások elsősorban a fotó-, zene- és/vagy videó menüben | Változások elsősorban a CD, SACD, DVD, Blu-ray lemezmenüben | Változások elsősorban a PS1, PS2 és PS3 játékmenüben | Egyéb változások, mint például a stabilitás, a hálózat és hardver terén |

## Frissítések
| Verzió, kiadási dátum Megjegyzések                                       | Részletek |
| ------------------------------------------------------------------------ | --- |
| 3.50 2010. szeptember 21.                                                | A rendszer változásai - 3D Blu-Ray Filmek támogatása - A felhasználók mostantól jelenthetik nem kívánt spam üzeneteket - A játékok hozzáférhetnek a Facebook publikus információihoz |
| 3.15 2009. december 10. Először opcionális, 2010. január 27-től kötelező | Rendszer változásai - Adatok átvihetőségének lehetősége az egyik PS3-ról másikra LAN kábel segítségével. - Bluetooth szinkronizálási hibák megoldása. - PS Network Trophy szinkronizálási hiba megoldása. - Javított rendszer stabilitás. Játék változásai - [Saved Data Utility (minis)] menüpont hozzáadása [Game] menü alatt - [Saved Data Utility] mappa átnevezése [Saved Data Utility (PS3)]-ra. |
| 3.10 2009. január 21.                                                    | A rendszer változásai - Automatikus Facebook adatlap frissítés trófea begyűjtésékor - Automatikus Facebook adatlap frissítés PlayStation Store-ról való letöltés esetén - Rendszer hiba esetén jelentés küldése A média változásai - AXN és ANIMAX tévék online nézése a TV menüpont alatt |
| 3.00 2009. szeptember 9.                                                 | A rendszer változásai - Új avatarok letöltésének lehetősége - Aktivitás indikátor ikonjának cseréje A média változásai - Videó lejátszás sebességének vezérlése |
| 2.60 2009. január 21.                                                    | A rendszer változásai - A felhasználó regisztráció vagy bejelentkezés nélkül használhatja a PlayStation Store-t. A média változásai - A [Photo Gallery] alkalmazás hozzáadása a [Photo] kategória alatt. - 3.11 verziós DivX kódolású videofájl lejátszás támogatása. |
| 2.53 2008. december 2.                                                   | A rendszer változásai - Az internetböngésző már támogatja a teljes képernyős Adobe Flash tartalmat. - Live mozi (RTMP formátumú) lejátszás támogatása. |